# Arkadiusz Kremza
Arkadiusz Kremza (ur. 24 września 1975 w Mikołowie, zm. 24 kwietnia 2020 w Oświęcimiu) – polski poeta związany z Mikołowem i grupą poetycką Na Dziko. 

## Życiorys

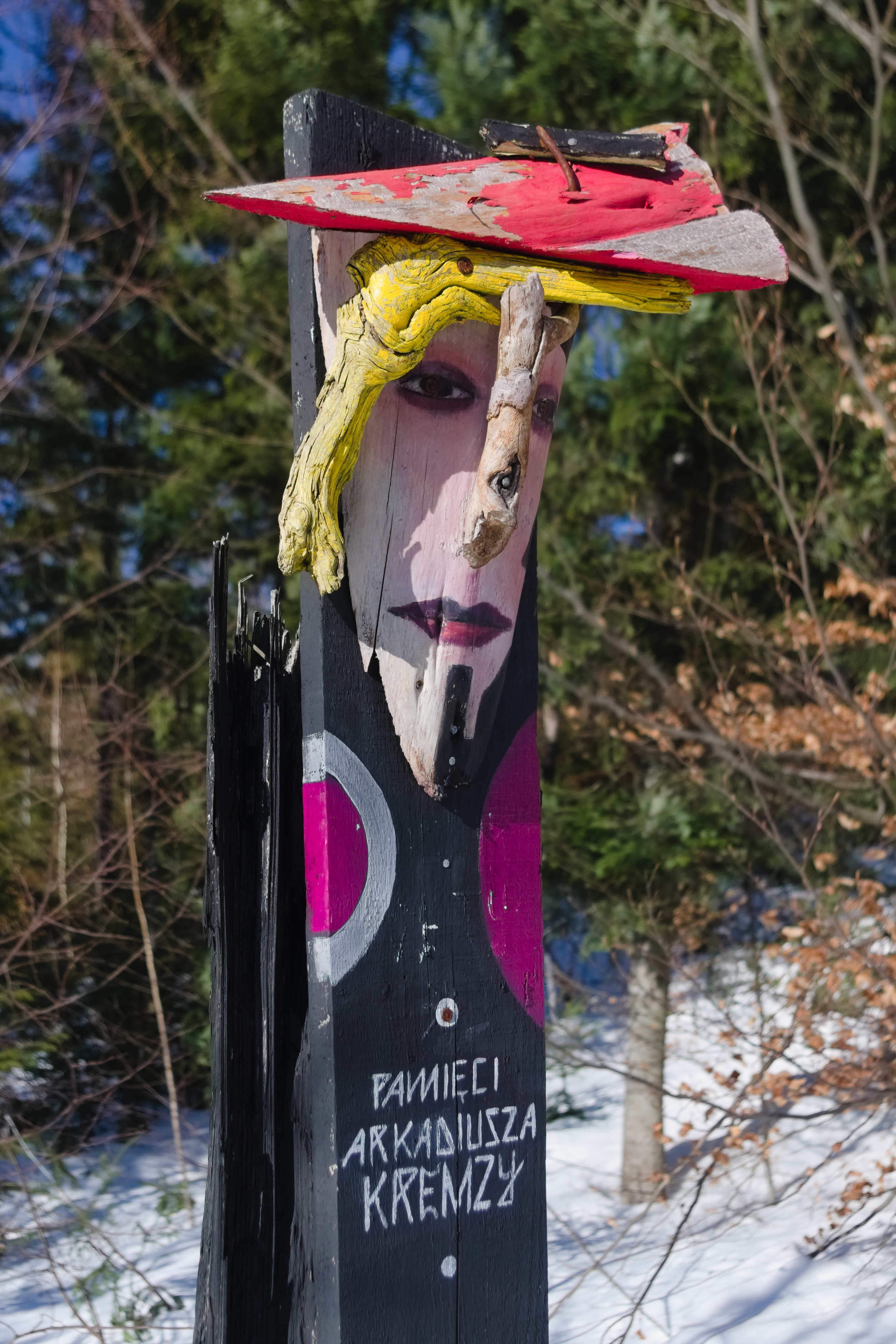
Rzeźba Raspazjana Pamięci Arkadiusza Kremzy na Wierchu Gościejowie (2022)

Za tom „Wiersze z wody i żelaza” otrzymał w 2013 r. Nagrodę Otoczaka. Zajmował się również teatrem, był autorem scenariuszy teatralnych, prowadził działalność dydaktyczną w Teatrze Małym w Tychach. W swej twórczości opisywał codzienność miejską.
Zginął w wypadku samochodowym w Oświęcimiu.
24 kwietnia 2021, w pierwszą rocznicę śmierci mikołowskiego poety, uroczyście odsłonięto tablicę pamiątkową na bloku przy ulicy Konstantego Prusa 5 a-b. W budynku tym Arkadiusz Kremza wychowywał się, napisał tam swój debiutancki tomik „Bloki” i pomieszkiwał też w późniejszym życiu.

## Publikacje
- Bloki. Gliwice: Greg, 1997. ISBN 83-908652-0-3. Brak numerów stron w książce
- Hocki-klocki. Mikołów: Instytut Mikołowski, 2000. Brak numerów stron w książce
- Brania. Kraków: Stowarzyszenie Twórcze Artystyczno-Literackie, 2003. ISBN 83-88527-30-4. Brak numerów stron w książce
- Pukanie ziemi. Nowa Ruda: Mamiko Apolonia Maliszewska, 2006. ISBN 83-60224-14-5. Brak numerów stron w książce
- Ludzie wewnętrzni. Mikołów: Instytut Mikołowski, 2009. ISBN 978-83-60949-80-1. Brak numerów stron w książce
- Wiersze z wody i żelaza. Mikołów: Instytut Mikołowski, 2012. ISBN 978-83-60949-61-0. Brak numerów stron w książce
- Sterownia, Mikołów: Instytut Mikołowski 2015, ISBN 978-83-65250-07-0
- Stacje, Instytut Mikołowski, Mikołów 2017
- Człowiek O., Instytut Mikołowski, Mikołów 2020, ISBN 978-83-65250-61-2